# 1960 في الولايات المتحدة
فيما يلي قوائم الأحداث التي وقعت خلال عام 1960 في الولايات المتحدة.

## أحداث
- 16 ديسمبر – تصادم نيويورك الجوي 1960
- 18 فبراير – الألعاب الأولمبية الشتوية 1960

## سياسة

### تعيين في المنصب
- 10 مايو – جيمي ديفيس حاكم لويزيانا [الإنجليزية]‏.
- 1 أكتوبر – جورج ديكر رئيس أركان جيش الولايات المتحدة.
- 1 أكتوبر – ليمان ليمنيتزر رئيس هيئة الأركان المشتركة الأمريكية.

### انتهاء فترة المنصب
- 1 يناير – جورج ديكر نائب رئيس أركان جيش الولايات المتحدة [الإنجليزية]‏.
- 1 يناير – جون وارنر وكيل وزارة العدل الأميركية.
- 17 مارس – أندرو ميلر القاضي الفيدرالي للولايات المتحدة.
- 22 ديسمبر – جون كينيدي عضو مجلس الشيوخ الأمريكي.

## رياضة
- 30 مايو – إنديانابوليس 500 سنة 1960 الفائز Jim Rathmann (racing driver) [الإنجليزية]‏.

## ظهور
- 1 يناير – صلصة
- 1 يناير – موسيقى العصر الجديد
- 1 يناير – موسيقى تجريبية

## أفلام
من الأفلام التي صدرت هذه السنة في الولايات المتحدة:
- 1 يناير – أغنية بلا نهاية من إخراج تشارلز فيدور، جورج كوكور.
- 1 يناير – السبعة الرائعون من إخراج جون ستورجس.
- 1 يناير – الشقة من إخراج بيلي وايلدر.
- 1 يناير – المنجرفون من إخراج فريد زينمان.
- 1 يناير – إكسدس من إخراج أوتو بريمنغر.
- 1 يناير – إلى الشمال نحو ألاسكا من إخراج هنري هاثاوي، جون واين.
- 1 يناير – إلمر جانتري من إخراج ريتشارد بروكس.
- 1 يناير – بترفيلد 8 من إخراج دانيال مان.
- 1 يناير – سايكو من إخراج ألفريد هتشكوك.
- 24 فبراير – المخطوف من إخراج روبرت ستيفنسون (كاتب).
- 5 أكتوبر – الوصايا العشر من إخراج سيسيل ديميل.
- 8 أكتوبر – سبارتاكوس من إخراج ستانلي كوبريك.
- 24 أكتوبر – آلامو من إخراج جون واين.
- 18 نوفمبر – بن هور من إخراج ويليام وايلر.

## برامج ومسلسلات وأنمي
- فلينستون

## كتب
من الكتب التي صدرت هذه السنة في الولايات المتحدة:
- 1 يناير – جزيرة الدولفين الأزرق من تأليف سكوت اوديل.
- 1 يناير – صعود وسقوط الرايخ الثالث من تأليف وليام شيرر.

## مواليد

### يناير
- 1 يناير – اريك بالمر سياسي أمريكي.
- 1 يناير – جيف تايلور لاعب كرة سلة من الولايات المتحدة الأمريكية.
- 1 يناير – خوسيه ل. سانتياغو
- 1 يناير – ديفيد هويبنر دبلوماسي أمريكي.
- 1 يناير – ليندا أفاي أحيائية من الولايات المتحدة الأمريكية.
- 4 يناير – أبريل ينتشل
- 6 يناير – مارك غورسكي درّاج طريق من الولايات المتحدة الأمريكية.
- 13 يناير – إيريك بيتزيغ فيزيائي أمريكي.
- 13 يناير – كيفن أندرسون ممثل أمريكي.
- 21 يناير – سيدني لوي
- 26 يناير – كارول ياجر
- 29 يناير – غريغ لوغانيس
- 29 يناير – ماثيو أشفورد ممثل أمريكي.
- 31 يناير – رود هيغينز لاعب كرة سلة أمريكي.

### فبراير
- 4 فبراير – جينيت غولدستن
- 5 فبراير – كورني تومسون لاعب كرة سلة أمريكي.
- 7 فبراير – جيمس سبيدر ممثل أمريكي.
- 8 فبراير – سكوتر مكري
- 9 فبراير – بيجي ويتسون
- 11 فبراير – ريتشارد ماستراتشيو رائد فضاء أمريكي.
- 14 فبراير – ميغ تيلي
- 18 فبراير – توني أنسلمو
- 19 فبراير – إد نيلي لاعب كرة سلة أمريكي.
- 20 فبراير – ويندي لي
- 23 فبراير – دارين تيليس
- 27 فبراير – كارا كينيدي منتجة تلفزيونية من الولايات المتحدة الأمريكية.
- 29 فبراير – توني روبنز
- 29 فبراير – ريتشارد راميرز

### مارس
- 4 مارس – مايكلتي ويليامسون ممثل أمريكي.
- 5 مارس – فريتز بونينج لاعب كرة مضرب أمريكي.
- 6 مارس – سليبي فلويد لاعب كرة سلة أمريكي.
- 8 مارس – باك ويليامز
- 10 مارس – لانس بورتين ساحر مسرحي من الولايات المتحدة الأمريكية.
- 12 مارس – جيسون بيجي
- 12 مارس – كورتني بي. فانس ممثل أمريكي.
- 13 مارس – جوي رانفت
- 13 مارس – كليف روبنسون لاعب كرة سلة من الولايات المتحدة الأمريكية.
- 14 مارس – هايدي هامل عالمة فلكة من الولايات المتحدة الأمريكية.
- 22 مارس – نيكول هولوفسنر مخرج أفلام أمريكي.
- 24 مارس – لاري ميشو لاعب كرة سلة أمريكي.
- 25 مارس – بريندا سترونغ ممثلة أمريكية.
- 25 مارس – بوب غرين لاعب كرة مضرب من الولايات المتحدة.
- 26 مارس – جنيفر جراي ممثلة أمريكية.
- 26 مارس – جون هانتسمان جونيور سياسي أمريكي.

### أبريل
- 1 أبريل – كين بانيستر لاعب كرة سلة أمريكي.
- 4 يناير – أبريل ينتشل
- 7 أبريل – باستر دوغلاس ملاكم من الولايات المتحدة الأمريكية.
- 8 أبريل – جون شنايدر
- 9 أبريل – إد هوارد موسيقي أمريكي.
- 10 أبريل – تيري تيغل لاعب كرة سلة أمريكي.
- 10 أبريل – عبد الرحمن ياسين
- 11 أبريل – باد كوكس لاعب كرة مضرب من الولايات المتحدة الأمريكية.
- 11 أبريل – رون كيفيل درّاج طريق من الولايات المتحدة الأمريكية.
- 12 أبريل – ديفيد ثيردكيل لاعب كرة سلة أمريكي.
- 13 أبريل – جيمس كروفورد لاعب كرة سلة أمريكي.
- 14 أبريل – براد غاريت
- 14 أبريل – توماس نول
- 16 أبريل – روس سكوين
- 16 أبريل – ريكو روس ممثل أمريكي.
- 18 أبريل – كريستوفر ستيفنز سياسي أمريكي.
- 20 أبريل – شيري هورمان
- 22 أبريل – بيل غارنيت لاعب كرة سلة أمريكي.
- 22 أبريل – راندال ستيفنسن رئيس تنفيذي لشركة من الولايات المتحدة الأمريكية.
- 23 أبريل – جون باجلي
- 27 أبريل – مانينغ غالاوي ملاكم من الولايات المتحدة الأمريكية.
- 28 أبريل – ايلينا كاغان
- 28 أبريل – ستيفن بلوم ممثل من الولايات المتحدة الأمريكية.

### مايو
- 3 أغسطس – تيم مايوت لاعب كرة مضرب من الولايات المتحدة.
- 5 مايو – دوغلاس إتش يلوك رائد فضاء أمريكي.
- 7 مايو – مايك ساندرز
- 9 مايو – بريان كرزانيتش
- 15 مايو – روب بومان
- 20 مايو – توني غولدوين ممثل ومخرج أمريكي.
- 20 مايو – جون بيلينغسلي ممثل أمريكي.
- 21 مايو – جيفري دامر قاتل وسفاح أمريكي.
- 23 مايو – ليندن أشبي ممثل أمريكي.
- 24 مايو – دوغ جونز
- 26 مايو – إدي هيوز لاعب كرة سلة أمريكي.
- 26 مايو – دوغ هتشيسون ممثل أمريكي.
- 28 مايو – مارك سانفورد سياسي أمريكي.
- 30 مايو – روبرت نيل مارشال ممثل أمريكي.
- 31 مايو – تومي هينكلي ممثل أمريكي.
- 31 مايو – دونالد هارفي
- 31 مايو – كريس إليوت
- 31 مايو – مارك ديندال

### يونيو
- 3 يونيو – سكوت هاستينغز لاعب كرة سلة أمريكي.
- 5 يونيو – جيمس إسحاق مخرج أفلام أمريكي.
- 5 يونيو – موريس سترود لاعب كرة مضرب أمريكي.
- 8 يونيو – إيرني فرنانديز لاعب كرة مضرب بورتوريكي.
- 12 يونيو – جو كوبيكي لاعب كرة سلة أمريكي.
- 12 يونيو – دايفيد باتريك رياضي أمريكي.
- 17 يونيو – توماس هادن تشورتش
- 22 يونيو – إيرين بروكوفيتش قانونية من الولايات المتحدة الأمريكية.
- 24 يونيو – برادفورد ديلونغ عالم اقتصاد أمريكي.
- 27 يونيو – جيم نوسل سياسي أمريكي.
- 27 يونيو – كريج هودجز
- 30 يونيو – أنجيلا رايولا ممثلة أمريكية.
- 30 يونيو – أورلاندو فيليبس لاعب كرة سلة أمريكي.

### يوليو
- 1 يوليو – غاي ويليامز لاعب كرة سلة أمريكي.
- 4 يوليو – دانيال مونجياردو سياسي أمريكي.
- 4 يوليو – سايكو سيد مصارع محترف من الولايات المتحدة الأمريكية.
- 6 يوليو – فاليري بريسكو هوكس
- 7 يوليو – رالف سامبسون لاعب كرة سلة أمريكي.
- 7 يوليو – سكوت كيلبي كاتب أمريكي.
- 8 يوليو – مارك ميرو مصارع محترف من الولايات المتحدة الأمريكية.
- 9 يوليو – بو أوفرتون
- 10 يوليو – سيث غودين
- 14 يوليو – جين لنتش
- 14 يوليو – كايل غاس
- 15 يوليو – ويلي آيمس
- 18 يوليو – وليم ديمبسكي
- 21 يوليو – لانس غيست ممثل من الولايات المتحدة الأمريكية.
- 23 يوليو – جون لانداو منتج أفلام أمريكي.
- 29 يوليو – توني براون
- 30 يوليو – ريتشارد لينكليتر

### أغسطس
- 2 أغسطس – ويلفريدو فاسكيز ملاكم من الولايات المتحدة الأمريكية.
- 3 أغسطس – تيم مايوت لاعب كرة مضرب من الولايات المتحدة.
- 4 أغسطس – دين مالينكو مصارع محترف من الولايات المتحدة الأمريكية.
- 4 أغسطس – ستيف بريستون سياسي من الولايات المتحدة الأمريكية.
- 5 أغسطس – ديفيد بالدتشي
- 6 أغسطس – دايل إيليس لاعب كرة سلة أمريكي.
- 6 أغسطس – ليلاند أورسر ممثل أمريكي.
- 7 أغسطس – ديفيد دشوفني
- 10 أغسطس – كارلوس كلارك لاعب كرة سلة أمريكي.
- 14 أغسطس – فريد روبرتس
- 15 أغسطس – بينات لوي هاربر لاعبة كرة مضرب أمريكية.
- 16 أغسطس – تيموثي هوتون ممثل ومخرج أفلام أمريكي.
- 16 أغسطس – كارل هنري لاعب كرة سلة أمريكي.
- 17 أغسطس – جوني بومفوس ملاكم من الولايات المتحدة الأمريكية.
- 17 أغسطس – شون بن
- 18 أغسطس – فات لفر لاعب كرة سلة أمريكي.
- 20 أغسطس – سالي ييتس محامية أمريكية.
- 20 أغسطس – فريد رينولدز لاعب كرة سلة من الولايات المتحدة الأمريكية.
- 22 أغسطس – ريجينا تايلور
- 23 أغسطس – غاي مورغان لاعب كرة سلة أمريكي.
- 24 أغسطس – ستيفن ليندسي رائد فضاء أمريكي.
- 24 أغسطس – كال ريبكين، الابن لاعب كرة قاعدة من الولايات المتحدة الأمريكية.
- 25 أغسطس – اشلي كرو ممثلة أمريكية.
- 25 أغسطس – لي آرشامبو رائد فضاء أمريكي.
- 27 أغسطس – جاري كون مصرفي أمريكي.
- 28 أغسطس – ليروي تشياو رائد فضاء أمريكي.
- 31 أغسطس – جريج هوجن ملاكم من الولايات المتحدة الأمريكية.

### سبتمبر
- 2 سبتمبر – دوغ بولين متسابق دراجات نارية من الولايات المتحدة الأمريكية.
- 4 سبتمبر – دامون واينز
- 7 سبتمبر – هارولد وارن ملاكم من الولايات المتحدة الأمريكية.
- 8 سبتمبر – أليكسي جريوال درّاج طريق من الولايات المتحدة الأمريكية.
- 9 سبتمبر – خوسيه سلاتر لاعب كرة سلة أمريكي.
- 10 سبتمبر – أليسون بيكدل
- 11 سبتمبر – آن رامزي ممثلة أمريكية.
- 11 سبتمبر – فينس تايلور
- 12 سبتمبر – جوليان جاكسون ملاكم من الولايات المتحدة الأمريكية.
- 12 سبتمبر – روبرت جون بورك
- 14 سبتمبر – أنتوني أدابو ممثل أمريكي.
- 14 سبتمبر – ميليسا ليو ممثلة أمريكية.
- 15 سبتمبر – جيمي بريدجز
- 17 سبتمبر – آلان كروجر
- 22 سبتمبر – بيس مانيون لاعب كرة سلة أمريكي.
- 22 سبتمبر – سكوت بايو
- 25 سبتمبر – جاي جاي أندرسون لاعب كرة سلة أمريكي.
- 27 سبتمبر – كريستوفر كوزينز
- 27 سبتمبر – كين ديفور ممثل أمريكي.
- 28 سبتمبر – كيث إيدمونسون لاعب كرة سلة أمريكي.
- 29 سبتمبر – جون باكسون لاعب كرة سلة أمريكي.

### أكتوبر
- 4 أكتوبر – جولي حايك
- 4 أكتوبر – جيم جراندولم لاعب كرة سلة من الولايات المتحدة الأمريكية.
- 5 أكتوبر – دانيال بالدوين
- 9 أكتوبر – مارفيس فرايزر ملاكم من الولايات المتحدة الأمريكية.
- 10 أكتوبر – رود فوستر لاعب كرة سلة أمريكي.
- 11 أكتوبر – راندي بروير لاعب كرة سلة أمريكي.
- 13 أكتوبر – آري فلايشر سياسي من الولايات المتحدة الأمريكية.
- 13 أكتوبر – نيلسون فيلس دراج أمريكي.
- 17 أكتوبر – توم بيوتروفسكي لاعب كرة سلة أمريكي.
- 17 أكتوبر – روب مارشال
- 18 أكتوبر – إيرين موران ممثلة أمريكية.
- 18 أكتوبر – ريتشي ساندوفال ملاكم من الولايات المتحدة الأمريكية.
- 18 أكتوبر – كريغ ميلو
- 19 أكتوبر – جيم توماس لاعب كرة سلة أمريكي.
- 20 أكتوبر – بيتر فيتزجيرالد سياسي أمريكي.
- 20 أكتوبر – ديفين دورانت لاعب كرة سلة أمريكي.
- 23 أكتوبر – راندي باوش
- 23 أكتوبر – وين ريني متسابق دراجات نارية من الولايات المتحدة الأمريكية.
- 24 أكتوبر – بي دي ونغ ممثل أمريكي.
- 25 أكتوبر – أوسفالدو ريوس
- 25 أكتوبر – كريس بك مخرج أفلام أمريكي.
- 26 أكتوبر – باتريك برين ممثل أمريكي.
- 26 أكتوبر – ووكر راسل لاعب كرة سلة أمريكي.
- 27 أكتوبر – مايك جيبسون لاعب كرة سلة من الولايات المتحدة الأمريكية.
- 28 أكتوبر – برانت وايدنر لاعب كرة سلة أمريكي.
- 31 أكتوبر – لويس فورتونيو سياسي بورتوريكي.

### نوفمبر
- 1 نوفمبر – تيم كوك
- 1 نوفمبر – كارل تيلمان لاعب كرة سلة كندي.
- 3 نوفمبر – كارتش كيرالي
- 3 نوفمبر – وليام موناهان
- 4 نوفمبر – كاثي غريفين
- 5 نوفمبر – مارك ويست لاعب كرة سلة أمريكي.
- 6 نوفمبر – محمد أوز
- 11 نوفمبر – ستانلي توتشي ممثل أمريكي.
- 13 نوفمبر – نيل فلين ممثل أمريكي.
- 17 نوفمبر – ستيف ستيبانوفيتش لاعب كرة سلة أمريكي.
- 18 نوفمبر – إليزابيث بيركنز
- 19 نوفمبر – ريتشارد أندرسون لاعب كرة سلة أمريكي.
- 20 نوفمبر – أوزيل جونز لاعب كرة سلة من الولايات المتحدة الأمريكية.
- 25 نوفمبر – إيمي غرانت موسيقية أمريكية.
- 25 نوفمبر – جون إف كينيدي الإبن
- 26 نوفمبر – جاك أ. ماركيل سياسي أمريكي.
- 26 نوفمبر – جريج بيرغ ممثل أمريكي.
- 30 نوفمبر – بيل هالتر سياسي من الولايات المتحدة الأمريكية.
- 30 نوفمبر – دارين دايي لاعب كرة سلة أمريكي.

### ديسمبر
- 1 ديسمبر – كارول ألت
- 3 ديسمبر – جوليان مور ممثلة أمريكية.
- 3 ديسمبر – داريل هانا
- 3 ديسمبر – ستيفن سوانسون رائد فضاء أمريكي.
- 4 ديسمبر – إيريك نيلسون سياسي أمريكي.
- 5 ديسمبر – مايكل نولاند سياسي أمريكي.
- 11 ديسمبر – فيكتور كاليهاس
- 13 ديسمبر – راستي كونديف ممثل أمريكي.
- 14 ديسمبر – جيمس كومي سياسي أمريكي ومدير سابق لمكتب التحقيقات الفيدرالي.
- 14 ديسمبر – دون فرانكلين ممثل أمريكي.
- 14 ديسمبر – كاترين كولمان
- 14 ديسمبر – ميشيل فلورنوي
- 18 ديسمبر – أودي نوريس
- 19 ديسمبر – دانيال سيلفا كاتب أمريكي.
- 22 ديسمبر – تيريل بيغز ملاكم من الولايات المتحدة الأمريكية.
- 22 ديسمبر – جان ميشال باسكيات فنان أمريكي.
- 22 ديسمبر – نيل شوبين
- 23 ديسمبر – مارك ديفيس
- 28 ديسمبر – دوايت أندرسون لاعب كرة سلة أمريكي.
- 28 ديسمبر – ملفين توربين لاعب كرة سلة أمريكي.
- 30 ديسمبر – هيذر ويلسون سياسية أمريكية.
- 31 ديسمبر – جون ألين محمد

## وفيات

### يناير
- 28 يناير – زورا نيل هيرستون (مواليد 1891)
- 31 يناير – لويل جيلمور (مواليد 1906) ممثل أمريكي.

### مارس
- 11 مارس – روي تشابمان أندروز (مواليد 1884)

### أبريل
- 4 أبريل – جورج لوسون شيلدون (مواليد 1870) سياسي أمريكي.

### مايو
- 11 مايو – جون روكفلر (مواليد 1874) ممول وفاعل خير أمريكي.
- 27 مايو - روبرت ثورن، إحاثي من الولايات المتحدة الأمريكية ولد عام 1898.
- 27 مايو – إدوارد بروفي (مواليد 1895)
- 27 مايو – جيمس مونتجومري فلاغ (مواليد 1877) فنان أمريكي.

### يونيو
- 5 يونيو – روديل ستيتش (مواليد 1933) ملاكم من الولايات المتحدة الأمريكية.
- 13 يونيو – كارل زايفرت (مواليد 1911) عالم فلك أمريكي.
- 19 يونيو – جيمي بريان (مواليد 1926)
- 20 يونيو – جون كيلي (مواليد 1889)
- 20 يونيو – ماهلون هاميلتون (مواليد 1880) ممثل من الولايات المتحدة الأمريكية.
- 23 يونيو – فريدريك ليونارد (مواليد 1896) عالم فلك أمريكي.

### يوليو
- 13 يوليو – جوي ديفيدمان (مواليد 1915) شاعرة أمريكية.

### أغسطس
- 13 أغسطس – جورج فيشر (مواليد 1891) ممثل من الولايات المتحدة الأمريكية.
- 23 أغسطس – أوسكار هامرستاين الثاني (مواليد 1895)
- 24 أغسطس – صموئيل ستوفر (مواليد 1900) عالم اجتماع أمريكي.
- 25 أغسطس – ريموند أبراشكين (مواليد 1911) كاتب أمريكي.
- 30 أغسطس – جيمي سلاتري (مواليد 1904) ملاكم من الولايات المتحدة الأمريكية.

### سبتمبر
- 17 سبتمبر – جريس بانكر (مواليد 1892)
- 20 سبتمبر – أرنست وليام غودباستير (مواليد 1886)
- 21 سبتمبر – فرانك إلمور روس (مواليد 1874)
- 25 سبتمبر – إميلي بوست (مواليد 1872) روائية من الولايات المتحدة الأمريكية.

### أكتوبر
- 11 أكتوبر – ريتشارد كرومويل (مواليد 1910)

### نوفمبر
- 5 نوفمبر – وارد بوند (مواليد 1903) ممثل أمريكي.
- 7 نوفمبر – أ. ب. كارتر (مواليد 1891) موسيقي أمريكي.
- 8 نوفمبر – جورج شيب (مواليد 1888) ملاكم من الولايات المتحدة الأمريكية.
- 14 نوفمبر – والتر كاتليت (مواليد 1889) ممثل أمريكي.
- 16 نوفمبر – كلارك غيبل (مواليد 1901) ممثل أمريكي.
- 19 نوفمبر – تومي جيبونز (مواليد 1891) ملاكم من الولايات المتحدة الأمريكية.
- 26 نوفمبر – هيلين هيلويج (مواليد 1874) لاعبة كرة مضرب من الولايات المتحدة.
- 28 نوفمبر – ريتشارد رايت (مواليد 1908)

### ديسمبر
- 30 ديسمبر – جوزيف جاكسون (مواليد 1880) لاعب رماية من الولايات المتحدة الأمريكية.